# Ingram Model 6
Ingram Model 6 é uma submetralhadora calibre .45ACP que foi fabricado entre 1949 e 1952 pela Police Ordnance Company de Los Angeles, California[carece de fontes?].

## Visão geral
Embora o modelo 6 tenha uma aparência semelhante à submetralhadora Thompson, este modelo foi fabricado para ser vendida como uma alternativa de baixo custo para as instituições de segurança interna (Policia) dos Estados Unidos. Normalmente eram produzidas com um punho de pistola de madeira na parte dianteira e antes do guarda mato do gatilho, o comprimento total era de cerca de 30 polegadas "e com cano sendo de 9 polegadas. Possuía um carregador com capacidade para 30 munições[carece de fontes?].

## Variante
O Ingram Model 7  foi fabricado em 1952, com a diferença de que era capaz de disparar com o ferrolho fechado e possuía um seletor de modo de fogo. Apenas alguns destes modelos foram fabricados em 1950[carece de fontes?].